# 田成平
田成平（1945年1月—），男，河北大名人，中华人民共和国政治人物。大學學歷。歷任青海省省長、省委書記，山西省委書記、勞動和社會保障部部長。中共第十四屆候補中央委員，第十五、十六、十七屆中央委員。

## 生平
1962年，考入清华大学土木建筑工程系给排水专业。1964年4月加入中國共產黨。1968年2月參加工作，在安徽省霍邱城西湖军垦农场锻炼。1970年5月，任北京石油化工总厂胜利化工厂宣传科干事。1973年1月，任北京石油化工总厂团委书记。1974年10月，任北京石油化工总厂前进化工厂党委副书记。1983年9月，任燕山石油化工总公司党委副书记。1984年10月，任中共北京市西城区委书记。
1988年2月，任中共青海省委副书记。1992年11月，任中共青海省委副书记、青海省人民政府副省长、代省长。1993年1月，任中共青海省委副书记、青海省人民政府省长。1997年2月，任中共青海省委书记。1998年1月，升任中共青海省委书记、青海省人大常委会主任。
1999年6月，任中共山西省委书记。2000年1月，任中共山西省委书记、山西省政协主席。2001年2月，任中共山西省委书记。2003年1月，任中共山西省委书记、山西省人大常委会主任。2005年6月，任中华人民共和国劳动和社会保障部部长。2008年3月至2014年10月，任中央农村工作领导小组副组长。

## 家庭
父亲田英为湖北省原副省长。